# Hongarije op de Olympische Winterspelen 1980
Tijdens de Olympische Winterspelen van 1980, die in Lake Placid (Verenigde Staten) werden gehouden, nam Hongarije voor de dertiende keer deel.

## Medailleoverzicht
| Sport       | Olympiër                        | Discipline | Medaille |
| ----------- | ------------------------------- | ---------- | -------- |
| Kunstrijden | Krisztina Regőczy András Sallay | ijsdansen  | Zilver   |

## Deelnemers en resultaten

### Kunstrijden
| Olympiër                        | Discipline | Resultaat | Prestatie              |
| ------------------------------- | ---------- | --------- | ---------------------- |
| Krisztina Regőczy András Sallay | ijsdansen  | Zilver    | pc. 14,0; 204,3 punten |

Andorra · Argentinië · Australië · België · Bolivia · Bondsrepubliek Duitsland · Bulgarije · Canada · China · Costa Rica · Cyprus · Duitse Democratische Republiek · Finland · Frankrijk · Griekenland · Groot-Brittannië · Hongarije · IJsland · Italië · Japan · Joegoslavië · Libanon · Liechtenstein · Mongolië · Nederland · Nieuw-Zeeland · Noorwegen · Oostenrijk · Polen · Roemenië · Sovjet-Unie · Spanje · Tsjecho-Slowakije · Verenigde Staten · Zuid-Korea · Zweden · Zwitserland